# Ноћ вештица 2
Ноћ вештица 2 (енгл. Halloween II) је амерички хорор филм из 1981, наставак Ноћи вештица из 1978. и други у серијалу филмова Ноћ вештица. Доналд Плезенс и Џејми Ли Кертис су се вратили у улоге др Сема Лумиса и Лори Строуд. Радња се наставља тамо где је стао претходни филм, исте вечери Лори је одведена у Хадонфилдску спомен-болницу, Мајкл и даље покушава да је убије, а др Лумис да га заустави.
Ово је први филм у серијалу у ком је откривено да је Лори заправо Мајклова друга сестра и да он има потребу за убијањем чланова своје породице.
Режисер филма је Рик Розентал, док се режисер оригинала, Џон Карпентер, вратио у улогу сценаристе и продуцента, заједно са Дебром Хил.
Годину дана касније снимљен је наставак под називом Ноћ вештица 3: Сезона вештице, који не прати радњу из претходна два филма, због чега је доживео огроман неуспех, након чега је одлучено да се четврти филм врати на причу о Мајклу Мајерсу и ликовима из овог филма.

## Радња
31. октобра 1978. Мајкл Мајерс је упуцан од стране свог психијатра, др Сема Лумиса, и падне са балкона. Он преживи и побегне у ноћ. Лутајући уским пролазима, он украде кухињски нож од једног старог брачног пара и убије прву комшиницу. У међувремену Лори Строуд, која је за длаку избегла погибију те вечери, превезена је у Хадонфилдску спомен-болницу, док Лумис наставља своју потеру за Мајклом у друштву шерифа Лија Бракета. Лумис побрка костимираног тинејџера Бена Трејмера са Мајклом (јер је Бен носио идентичну маску и одело као и Мајкл), услед чега Бена удари полицијски аутомобил, те овај изгори на смрт. Сазнавши да је Мајкл убио његову ћерку Ени, шериф Бракет криви Лумиса и напушта потрагу, препустивши је свом заменику Гарију Ханту.
У болници медицински техничар Џими почне да се заљубљује у Лори, али му главна сестра Вирџинија Алвс ограничи време које сме да проводи с њом. Сазнавши на вестима где се Лори налази, Мајкл се упути до болнице, где пресече телефонске жице и онеспособи аутомобиле. Лутајући ходницима у потрази за Лори, он током ноћи убије чувара, лекара и неколико медицинских сестара. У својој болничкој соби Лори сања време када је сазнала да је усвојена и присети се да је једном била у посети младом Мајклу у лудници. Џими и медицинска сестра Џил Франко претраже болницу у потрази за Лори, која покушава да избегне Мајкла.
Џими нађе леш госпође Алвс пре него што се оклизне у локви њене крви и онесвести се, задобивши потрес мозга. У међувремену Лумис је обавештен да је Мајкл нешто раније провалио у локалну основну школу. Он открије наговештаје који доводе Мајкла у везу са Сауњом и окултизмом, што би могло да објасни његову наизгледну неуништивост. Његова колегиница Марион Чејмберс допутује да га отпрати назад до Смит Грова по гувернеровом наређењу и уз асистенцију савезног шерифа. Успут, она му саопшти да је Лори Мајклова млађа сестра; дата је на усвајање након смрти њихових родитеља, а њен досије запечаћен ради заштите породице.
Схвативши да је Мајкл за петама Лори и сазнавши да је Лори превезена у Хадонфилдску спомен-болницу, Лумис уз уперен пиштољ примора шерифа да вози натраг у Хадонфилд. Џил коначно нађе Лори, али је убије Мајкл, који потом прогони Лори по болници. Она успе да побегне до паркинга и сакрије се у један аутомобил. Џими убрзо стигне и покуша да се одвезе аутомобилом у сигурност, али се изнова онесвести на аутомобилску сирену, одвративши пажњу Мајклу. Лумис, Марион и шериф стигну у последњи час да спасу Лори. Лумис испаљује хице у Мајкла све док овај не падне, наизглед мртав. Док Марион зове полицију, шериф покушава да провери Мајклов пулс, док га Лумис упозорава да га се клони, знајући да није мртав; Мајкл се затим освести и прекоље шерифа скалпелом.
Лумис и Лори отрче у операциону салу, где јој он да шерифов пиштољ пре него што га Мајкл прободе. Лори упуца Мајкла у оба ока, ослепивши га. Док Мајкл наслепо млатара около скалпелом, Лумис и Лори испуне просторију запаљивим гасом. Лумис нареди Лори да бежи пре него што упаљачем запали гас, дигавши у ваздух себе и Мајкла. Лори споља посматра како Мајкл у пламену ишета из запаљене болнице пре него што се коначно стропошта на тле. Наредног јутра Лори је пребачена у другу болницу, истраумирана али жива.

## Улоге
| Глумац           | Улога                      |
| ---------------- | -------------------------- |
| Доналд Плезенс   | др Самјуел Лумис           |
| Џејми Ли Кертис  | Лори Строуд                |
| Чарлс Сајферс    | шериф Ли Бракет            |
| Памела Сузан Шуп | Карен Бејли                |
| Ленс Гест        | Џими Лојд                  |
| Дик Варлок       | Мајкл Мајерс               |
| Хантер Фон Лер   | заменик шерифа Гари Хант   |
| Ненси Стивенс    | Марион Чејмберс            |
| Тауни Мојер      | Џил Франко                 |
| Ана Алисија      | Џенет Маршал               |
| Глорија Гифорд   | Вирџинија Алвс             |
| Лео Роси         | Бад Скарлоти               |
| Форд Рејни       | др Фредерик Микстер        |
| Џефри Крамер     | Грејам                     |
| Џон Зенда        | савезни шериф Теренс Гамел |
| Клиф Емич        | Бернард Џарет              |
| Ен Брунер        | Алис Мартин                |
| Памела Макмајлер | Лорина мајка               |
| Лусили Бенсон    | госпођа Елрод              |
| Кетрин Бергсторм | Дарси Есмонт               |
| Дана Карвеј      | Бери Макникол              |
| Ненси Лумис      | Ени Бракет (камео)         |
| Брајан Ендрус    | Томи Дојл (флешбек)        |
| Били Варлок      | Крејг Левант               |
| Кајл Ричардс     | Линдзи Волас (флешбек)     |
| Џонатан Принц    | Ренди Лохнер               |
| Џек Вербојс      | Бен Трејмер                |

## Видео издања
Филм је током година више пута реиздат на ВХС-у, ДВД-у, Блу-реју и 4К блу-реју.

## Скандал у вези са првим Блу-реј издањем
Када је филм по први пут објављен на Блу-реј диску 13. септембра 2011. године (поводом 30. годишњице изласка филма), Јуниверсал пикчерс је заменио оригинални натпис на почетку филма "Moustapha Akkad Presents" са "Universal, An MCA Company, Presents", и то у другачијем фонту од остатка најавне шпице филма. На ово је оштро реаговао син Мустафе Акада, Малек Акад, такође филмски продуцент, окарактерисавши то као омаловажавање његовог трагично страдалог оца и човека који је толико много урадио за серијал, док су фанови преко Фејсбука моментално позвали на бојкот овог издања, захтевајући да буде издат нови Блу-реј без наведене модификације. Реакције фанова су ишле толико далеко да је наведени потез Јуниверсала био окарактерисан чак и као исламофобичан. 28. новембра исте године Јуниверсал је попустио пред притиском и реиздао Блу-реј диск, понудивши купцима првог тиража замену спорних примерака.